# Svenny Kopp
Svenny Kopp, född 22 april 1948 i Göteborg, är en svensk läkare. Hon forskar om flickor med neuropsykiatriska svårigheter och disputerade år 2010 i ämnet på avhandlingen "Girls with Social and/or Attention Impairments". 1999-2001 var Kopp projektansvarig för "Flickprojektet", en omfattande klinisk undersökning av flickor med ADHD, autismspektrumstörning och Tourettes syndrom. År 2015 påbörjades en uppföljningsstudie av "Flickprojektet". I sin undersökning visar hon att skolan och vården missar flickor med ADHD. 
Kopp utbildade sig till läkare i Göteborg och Stockholm. Hon fick sin läkarlegitimation vid Karolinska institutet 1983. Kopp är verksam inom företrädesvis det barnneuropsykiatriska området. Under 1990-, 2000- och 2010-talen var hon överläkare på Barn- och ungdomspsykiatriska kliniken och enheten för barnneuropsykiatri vid Drottning Silvias barn- och ungdomssjukhus.

## Publikationer
- Svenny Kopp (2010). Girls with social and/or attention impairments

Medförfattare i 17 publikationer gällande i huvudsak  autism och ADHD, inklusive: 
- Svenny Kopp; Kristina Berg-Kelly; Christopher Gillberg (2010). Girls with social and/or attention deficits: a descriptive study of 100 clinic attenders
- Svenny Kopp; Christopher Gillberg (2011). The Autism Spectrum Screening Questionnaire (ASSQ)-Revised Extended Version (ASSQ-REV): an instrument for better capturing the autism phenotype in girls? A preliminary study involving 191 clinical cases and community controls